# Tao Zhu
Tao Zhu (simplified Chinese: 陶铸; traditional Chinese: 陶鑄; pinyin: Táo Zhù; 16 janvier 1908 - 30 novembre 1969) est un dirigeant du Parti communiste chinois.

## Biographie
En 1949 Tao Zhu commence son ascension politique au Guangdong où il impose une ligne centriste. Il en devient le gouverneur en février 1955 et le premier secrétaire en septembre 1956. Il est élu au 8e congrès national du Parti communiste chinois en septembre 1956 et devient vice premier ministre en 1965. La révolution culturelle lui permet d'accélérer son ascension. Il prend la tête du département de la propagande du Comité central du Parti communiste chinois en juillet 1966 en remplacement de Lu Dingyi. Il accède au Bureau politique en août 1966. Mais les gardes rouges s'en prennent à lui et il est évincé en janvier 1967, il meurt en 1969.
Selon la sinologue Marie-Claire Bergère la rapidité de son ascension dans la hiérarchie du Parti et sa soudaine chute ne sont pas clairement expliquées.